# Wohlenschwil
Wohlenschwil (toponimo tedesco) è un comune svizzero di 1 560 abitanti del Canton Argovia, nel distretto di Baden.

## Storia
Il 1º gennaio 1906 ha inglobato il comune soppresso di Büblikon.

## Monumenti e luoghi d'interesse

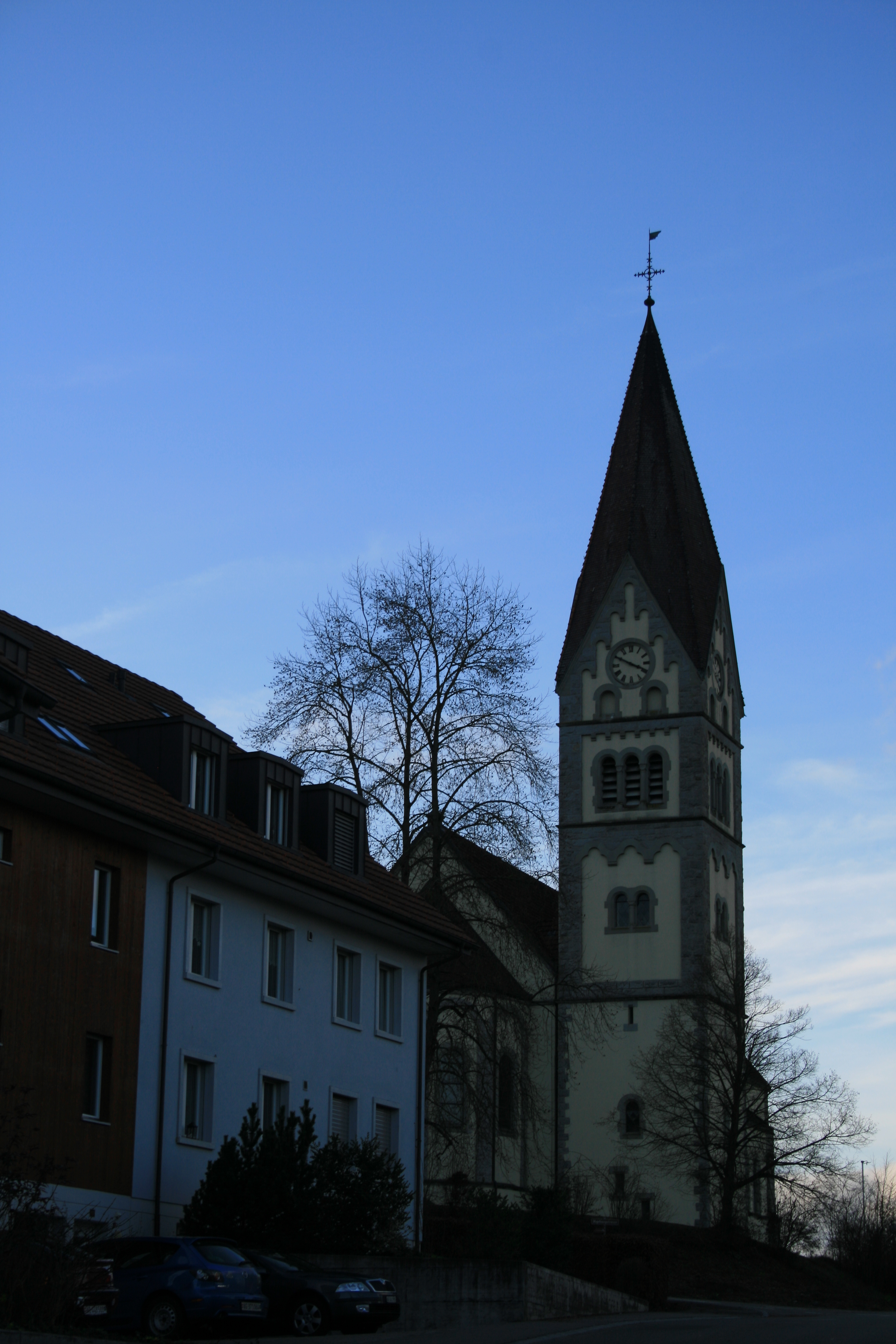
La chiesa cattolica di San Leodegario

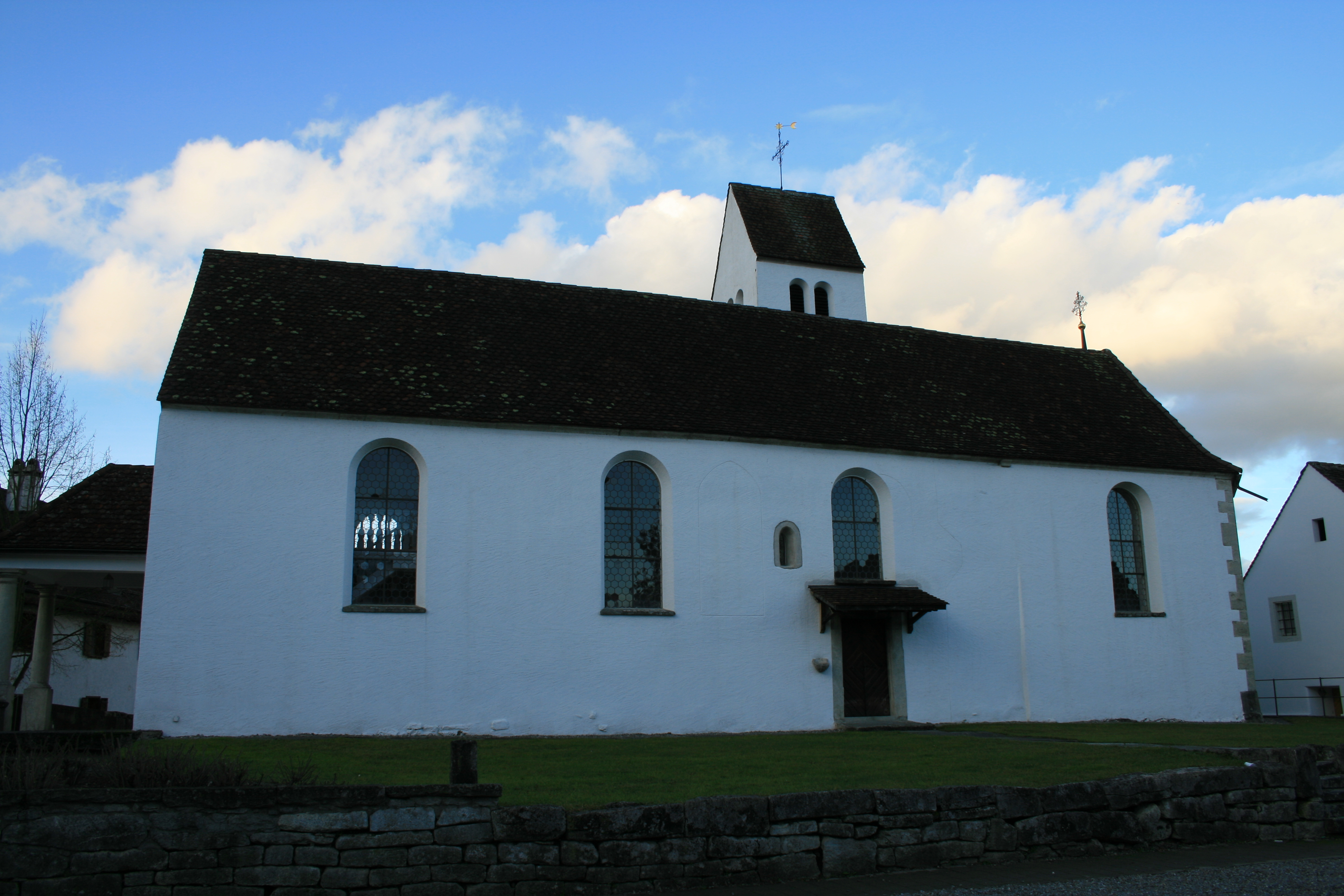
L'ex chiesa cattolica

- Chiesa cattolica di San Leodegario, eretta nel 1909[1];
- Ex chiesa cattolica, eretta nel XII secolo[1].

## Società

### Evoluzione demografica
L'evoluzione demografica è riportata nella seguente tabella (dal 1910 con Büblikon):
Abitanti censiti

## Amministrazione
Ogni famiglia originaria del luogo fa parte del cosiddetto comune patriziale e ha la responsabilità della manutenzione di ogni bene ricadente all'interno dei confini del comune.